# Phycomenes siankaanensis
Phycomenes siankaanensis is een garnalensoort uit de familie van de Palaemonidae. De wetenschappelijke naam van de soort is voor het eerst geldig gepubliceerd in 2006 door Martinez-Mayén & Román-Contreras.